# Liste der Naturdenkmäler im Bezirk Schärding
Die Liste der Naturdenkmäler im Bezirk Schärding listet die als Naturdenkmal ausgewiesenen Objekte im Bezirk Schärding im Bundesland Oberösterreich auf. Von den 23 Naturdenkmälern handelt es sich bei 18 geschützten Objekten um Bäume oder Baumgruppen, zwei Naturdenkmäler sind geschützte Steinblöcke, zwei Naturdenkmäler betreffen geschützte Gewässerabschnitte und ein Naturdenkmal ein Moor. Unter den als Naturdenkmälern ausgewiesenen Bäumen und Baumgruppen befinden sich verschiedene heimische sowie exotische Arten, wobei sieben Naturdenkmäler Winter-Linden (Tilia cordata) und sechs Sommer-Linden (Tilia platyphyllos) beinhalten. Räumlich verteilen sich die Naturdenkmäler insbesondere über die Gemeinde Sankt Aegidi, wo sich alleine vier Naturdenkmäler befinden. Zudem bestehen in Rainbach im Innkreis drei und in Waldkirchen am Wesen zwei Naturdenkmäler.

## Naturdenkmäler
| Foto |                 | Name                                 | ID    | Standort                                                                                  | Beschreibung | Fläche | Datum      |
| ---- | --------------- | ------------------------------------ | ----- | ----------------------------------------------------------------------------------------- | --- | ------ | ---------- |
| 1    | Datei hochladen | 2 Linden beim Koller-Kreuz           | nd498 | St. Roman KG: Ginzelsdorf GrStNr: 142 Standort                                            | Die beiden Sommer-Linden (Tilia platyphyllos) stehen an der Münzkirchner-Bezirksstraße beim sogenannten Koller-Kreuz. Zum Zeitpunkt der Unterschutzstellung wiesen die beiden Linden einen Stammumfang (gemessen in 1 m Höhe) von 4,2 buw. 3,1 m auf, hatten einen gemeinsamen Kronendurchmesser von 22 m und eine Höhe von je rund 27 m.                     |        | 21.12.1992 |
| 1    | Datei hochladen | 7 Wacholderbüsche "Wacholderbestand" | nd061 | Sankt Aegidi KG: Hackendorf GrStNr: 1290/2 Standort                                       | Die sieben, säulenförmigen Wacholder befinden sich nahe dem Bauernhof Flenkenthal 7. |        | 30.10.1970 |
| 1    | Datei hochladen | Ahörndl-Moor                         | nd544 | Kopfing im Innkreis KG: Neukirchendorf GrStNr: 1419/2; 1419/3 Standort                    | Das Ahörndl-Moor, ein Versumpfungsmoor mit Merkmalen eines Übergangsmoors, beherbergt trotz massiver Störungen Arten wie das Schmalblättrige/Breitblättrige Wollgras, Moosbeere und Egel-Segge. Es befindet sich rund 4 km nördlich von Kopfing auf einer Seehöhe von 700 m.                                                                                  |        | 03.03.1995 |
| 1    | Datei hochladen | Altarm der Pram                      | nd379 | Taufkirchen an der Pram KG: Taufkirchen GrStNr: 439/1; 597/2; 1458; 1525/2 Standort       | Der Altarm der Pram, ein rund 200 Meter langer, ehemaliger Mäander, befindet sich rund 200 m südlich der Ortschaft Leoprechting. Er beherbergt eine Ufervegetation mit vielfältigem Vogel- und Amphibienvorkommen sowie Vorkommen der Gelben Teichrose und des Drachenwurz                                                                                    |        | 10.09.1987 |
| 1    | Datei hochladen | Baumgruppe in Diersbach              | nd488 | Diersbach, Inding 7, nahe KG: Kalling GrStNr: 687/1 Standort                              | Die Baumgruppe besteht aus zwei Gewöhnlichen Rosskastanien (Aesculus hippocastanum) und einer Winter-Linde (Tilia cordata) um eine Steinkreuzsäule in der Ortschaft Inding, wobei das Alter der Bäume auf 130 Jahre geschätzt wird. |        | 18.12.1992 |
| 0 BW | Datei hochladen | Bildstocklinde in Buchet             | nd588 | Diersbach KG: Angsüß GrStNr: 1788 Standort                                                | Die Winter-Linde (Tilia cordata) steht auf einer Anhöhe in der Ortschaft Buchet neben einem steinernen Marterl. Zum Zeitpunkt der Unterschutzstellung wies die Linde einen Stammumfang (gemessen in 1 m Höhe) von 4,35 m auf, hatte einen Kronendurchmesser von 19 m und eine Höhe von rund 27 m. Das Alter des Baumes wurde auf 150 bis 200 Jahre geschätzt. |        | 24.01.2001 |
| 1    | Datei hochladen | Doppel-Linde in Waldkirchen          | nd494 | Waldkirchen am Wesen, Ratzling 6, nahe KG: Oberaichberg GrStNr: 1855/1 Standort           | Die Sommer-Linde (Tilia platyphyllos) steht nahe dem Anwesen Ratzling 6. Zum Zeitpunkt der Unterschutzstellung wies die Linde einen Stammumfang (gemessen in 1 m Höhe) von 4,65 m auf, hatte einen Kronendurchmesser von 17 m und eine Höhe von rund 35 m. |        | 18.12.1992 |
| 1    | Datei hochladen | Ertleiche                            | nd007 | Brunnenthal KG: Brunnenthal GrStNr: 1358 Standort                                         | Die Stieleiche (Quercus robur) steht rund 200 m hinter dem Ertlhof. |        | 18.09.1951 |
| 1    | Datei hochladen | Fischerlinden in Oberleiten          | nd178 | Sankt Aegidi, Oberleiten 3, südlich KG: Schauern GrStNr: 78/1 Standort                    | Die beiden Winter-Linden (Tilia cordata) befinden sich an der östlichen Ortsausfahrt von Oberleiten. Zum Zeitpunkt der Unterschutzstellung wiesen die Linden in Brusthöhe einen Umfang von rund 4 m auf. |        | 10.03.1982 |
| 1    | Datei hochladen | Friedenslinde                        | nd161 | Münzkirchen KG: Eisenbirn GrStNr: 1356 Standort                                           | Die Friedenslinde, eine Winter-Linde (Tilia cordata) im Gastgarten des Gasthaus Höller in Eisenbirn wurde zum Zeitpunkt der Unterschutzstellung auf ein Alter von rund 275 Jahren geschätzt. |        | 05.03.1981 |
| 1    | Datei hochladen | Gstoanat in St. Florian am Inn       | nd336 | St. Florian am Inn KG: Unterteufenbach GrStNr: 1863/1 Standort                            | Das Gstoanat ist ein Durchbruchstal der Pram bei Allerding durch das Granitmassiv des Sauwaldes. Der rund 800 m lange Flussabschnitt beherbergt große rundgeschliffene Granitblöcke und große Bestände der gelben Seerose. |        | 10.12.1985 |
| 1    | Datei hochladen | Hauslinde                            | nd163 | Esternberg KG: Kiesdorf GrStNr: 5319 Standort                                             | Die Sommer-Linde (Tilia platyphyllos) steht neben dem Anwesen Riedlbach 3. Sie wies zum Zeitpunkt der Unterschutzstellung einen Umfang in Brusthöhe von rund 5 m auf. |        | 11.08.1981 |
| 1    | Datei hochladen | Hecke in Salling                     | nd374 | Rainbach im Innkreis KG: Grünberg GrStNr: 151; 153; 156; 180/2 Standort                   | Die rund 180 m lange und von 5 bis 12 m breite Gehölzhecke besteht aus Stieleichen, Kirschen, Zitterpappeln, Schlehdorn, Pfaffenhütchen, Hasel, Schwarzem Holunder, Hundsrosen, Weißdorn, Salweide, Liguster, Schneeball und Hopfen. Die Hecke erstreckt sich entlang des sogenannten Steinbüchel Feld im südlichen Teil der Ortschaft.                       |        | 15.05.1987 |
| 1    | Datei hochladen | Lindengruppe in Mittelbach           | nd446 | Sankt Aegidi KG: Schauern GrStNr: 741/2; 857 Standort                                     | Die Lindengruppe, bestehend aus zwei Sommer-Linden (Tilia platyphyllos) und einer Winter-Linde (Tilia cordata), steht nordöstlich des Bauernhofes Mittelbach 1. |        | 04.03.1991 |
| 1    | Datei hochladen | Lindengruppe in Zwickledt            | nd165 | Wernstein am Inn KG: Zwickledt GrStNr: 190; 225 Standort                                  | Die drei Winter-Linden (Tilia cordata) stehen an der Innviertler Bundesstraße bei der Antesbergerkapelle in Linden. Die Bäume wiesen zum Zeitpunkt der Unterschutzstellung einen Stammumfang in Brusthöhe von 2,15 bis 4,75 m auf. |        | 11.08.1981 |
| 1    | Datei hochladen | Machtlinger-Linde in Suben           | nd296 | Suben KG: Suben GrStNr: 214/2 Standort                                                    | Die Sommer-Linde (Tilia platyphyllos) steht am Innuferweg neben der Bräukapelle. Sie wies zum Zeitpunkt der Unterschutzstellung einen Umfang von 4,1 m in Brusthöhe, einen Kronendurchmesser von 24 m und eine Höhe von 27 m auf. |        | 09.04.1985 |
| 1    | Datei hochladen | Quarzitkonglomerat                   | nd083 | Rainbach im Innkreis KG: Grünburg GrStNr: 125 Standort                                    | Das Naturdenkmal besteht aus einer 90 m langen und bis 2,5 m hohen, zerklüfteten Bank aus Quarzitkonglomerat, einem 4 m hohen Konglomeratblock, dem sogenannten „Ofenstein“, einem kleineren Block mit kesselartigen Aushöhlungen, dem sogenannten „Weihbrunnkessel“ sowie einem unmittelbar an die Bank anschließenden Blockfeld mit Streublöcken.           |        | 05.05.1976 |
| 1    | Datei hochladen | Rotbuche in Erledt                   | nd660 | Waldkirchen am Wesen KG: Oberaichberg GrStNr: 2716/4 Standort                             | Die Rotbuche (Fagus sylvatica) befindet sich an einem Waldweg. Die wies zum Zeitpunkt der Unterschutzstellung einen Stammumfang (gemessen in 1 m Höhe) von 4 m, einen Kronendurchmesser von 20 m und eine Höhe von rund 36 m auf. Das Alter der Buche, die sich erst in 13 m zu einer Krone verzweigt, wurde auf rund 200 Jahre geschätzt.                    |        | 16.04.2010 |
| 1    | Datei hochladen | Schnurbaum in Schärding              | nd540 | Schärding KG: Schärding-Vorstadt GrStNr: 231/2 Standort                                   | Der Schnurbaum (Styphnolobium japonicum) steht im Garten des Hauses Feldgassl 88 in Schärding-Vorstadt |        | 27.10.1994 |
| 1    | Datei hochladen | Stuhlberger Linde                    | nd172 | Sankt Aegidi KG: St. Ädigi GrStNr: 9/1 Standort                                           | Die Sommer-Linde (Tilia platyphyllos) steht nördlich des Anwesens St. Ägidi 2 |        | 21.12.1981 |
| 1    | Datei hochladen | Tausendjährige Linde                 | nd079 | St. Marienkirchen bei Schärding KG: St. Marienkirchen bei Schärding GrStNr: 1081 Standort | Die Winter-Linde (Tilia cordata) befindet sich am "Gasthaus zur 1000-jährigen Linde" in Antiesen. |        | 08.08.1975 |

## Ehemalige Naturdenkmäler
| Foto |                 | Name                          | ID     | Standort                                               | Beschreibung | Fläche | Datum      |
| ---- | --------------- | ----------------------------- | ------ | ------------------------------------------------------ | --- | ------ | ---------- |
| 0    | Datei hochladen | 2 Kapellenlinden in St. Roman | gnd445 | St. Roman                                              | |        |            |
| 0    | Datei hochladen | Hauslinde in Waldkirchen      | gnd492 | Waldkirchen am Wesen                                   | |        |            |
| 0    | Datei hochladen | 2 Linden                      | gnd162 | Esternberg                                             | Die beiden Linden befanden sich neben der Johanneskapelle. |        |            |
| 0    | Datei hochladen | Kaiserlinde Andorf            | gnd628 | Andorf                                                 | Winterlinde (Tilia cordata) |        |            |
| 0    | Datei hochladen | Linde                         | gnd164 | Freinberg                                              | Die sogenannte Burgholzerlinde stand weithin sichtbar auf einer Anhöhe und hatte einen Stammumfang von über 5 m. |        |            |
| 0    | Datei hochladen | Lindengruppe                  | gnd009 | St. Marienkirchen bei Schärding                        | 3 Winterlinden beim Mair in der Edt. |        |            |
| 0    | Datei hochladen | Ortslinde                     | gnd008 | Suben                                                  | Die sogenannte Kaiserlinde wurde 1908 anlässlich des 60-jährigen Regierungsjubiläums von Kaiser Franz Joseph I. gepflanzt. |        |            |
| 0    | Datei hochladen | Schlangenfichte               | gnd006 | Engelhartszell                                         | |        |            |
| 0    | Datei hochladen | Silberweide                   | gnd002 | Engelhartszell                                         | |        |            |
| 0    | Datei hochladen | Sommerlinde                   | gnd171 | Freinberg                                              | Die Sommerlinde bei der Kirche im Ortszentrum von Freinberg hatte eine Höhe von rund 26 m, einen Stammumfang von 3,15 m und einen Kronendurchmesser von 14 m. |        |            |
| 0    | Datei hochladen | Winterlinde                   | gnd173 | Münzkirchen                                            | Die sogenannte Breitstöckl-Linde hatte eine Höhe von rund 20 m, einen Stammumfang von 5,15 m, einen Kronendurchmesser von 22 m und ein Alter von rund 250 Jahren. |        |            |
| 0    | Datei hochladen | Winterlinde                   | gnd001 | Esternberg                                             | Die Winterlinde befand sich in Pyrawang. |        |            |
| 1    | Datei hochladen | Kriegerdenkmallinde           | gnd290 | Vichtenstein KG: Vichtenstein GrStNr: 1245/25 Standort | Die Winter-Linde (Tilia cordata) befand sich neben dem Kriegerdenkmal in Vichtenstein. Sie hatte eine Höhe von rund 24 m, einen Kronendurchmesser von 21 m und einen Stammumfang von 2,7 m. Der stark mit Efeu bewachsene Stamm teilte sich in 2,5 m Höhe in zahlreiche stärkere Äste. |        | 21.01.1985 |

| Foto:                    | Fotografie des Naturdenkmals. Klicken des Fotos erzeugt eine vergrößerte Ansicht. Daneben finden sich zwei Symbole: \| Weitere Bilder vorhanden \| Das Symbol bedeutet, dass weitere Fotos des Objekts verfügbar sind. Durch Klicken des Symbols werden sie angezeigt. \| \| Eigenes Foto hochladen \| Durch Klicken des Symbols können weitere Fotos des Objekts in das Medienarchiv Wikimedia Commons hochgeladen werden. \| |
| Name:                    | Bezeichnung des Naturdenkmals laut offiziellen Quellen |
| ID                       | Identifikator |
| Standort:                | Es ist die Gemeinde und falls vorhanden die Adresse angegeben. Darunter sind die Katastralgemeinde (KG) und die Grundstücksnummer angeführt. Durch Aufruf des Links Standort wird die Lage des Denkmals in verschiedenen Kartenprojekten angezeigt. |
| Beschreibung             | Kurze Beschreibung des Naturdenkmals |
| Fläche                   | Fläche des Naturdenkmals in Hektar (ha) |
| Datum                    | Datum oder Jahr der Unterschutzstellung |
| Weitere Bilder vorhanden | Das Symbol bedeutet, dass weitere Fotos des Objekts verfügbar sind. Durch Klicken des Symbols werden sie angezeigt. |
| Eigenes Foto hochladen   | Durch Klicken des Symbols können weitere Fotos des Objekts in das Medienarchiv Wikimedia Commons hochgeladen werden. |